# Operacja Gniew Kobry
Operacja Gniew Kobry (ang. Operation Cobra's Anger) – operacja wojskowa rozpoczęta 4 grudnia 2009 przez amerykańskich marines, wspieranych przez wojska brytyjskie oraz afgańskich żołnierzy i policjantów, w afgańskiej prowincji Helmand, prowadzona przeciwko działającym tam Talibom.

## Geneza
Miasto Now Zad w którym marines dokonali desantu, było zaciekle bronionym bastionem talibów. Walki toczyły się od 2006 roku. Wówczas z rebeliantami zmagali się Brytyjczycy, elitarne oddziały nepalskich Ghurków i Estończycy; walki te zmusiły do ucieczki z miasta 30 tysięcy cywili.
W 2008 roku, kiedy kontyngent estoński został wcielony do brytyjskiego, w mieście ze zmiennym szczęściem przeprowadzono wiele operacji wojskowych. Twierdza talibów w prowincji Helmand została nawet nazwana Apocalypse Now Zad, nawiązując do oryginalnego tytułu filmu Czas apokalipsy (ang. Apocalypse Now).
Aby przełamać stagnację w tym rejonie Afganistanu, 2 lipca 2009 rozpoczęła się operacja Cios Miecza, prowadzona przez amerykańskich marines do czasu wyborów w Afganistanie 20 sierpnia. Operacja, która kosztowała życie 20 marines, w dużym stopniu zwiększyła bezpieczeństwo w prowincji podczas wyborów, jednak rebelia talibów utrzymała się właśnie w okolicach Now Zad.

## Operacja
Operacja rozpoczęła się 4 grudnia o 3:00 w nocy czasu lokalnego. Wtedy to 300 żołnierzy z 3. Batalionu 4. Marines, wspieranych przez jednostki lotnicze V-22 Osprey (które przy tej okazji zostały po raz pierwszy użyte w akcji bojowej w Afganistanie) dokonało desantu w dolinie Now Zad. Armia amerykańska dysponowała pojazdami opancerzonymi ABV, zbudowanymi na bazie czołgu M1 Abrams. Brytyjscy i duńscy żołnierze zabezpieczali wówczas wschodni korpus armii amerykańskiej, w skład którego ostatecznie wchodziło 1000 marines. Dla dobra operacji sojusz zdecydował się nie podawać ilości brytyjskich wojskowych zaangażowanych w walkach. Wojskami marines dowodził podpułkownik Martin Wetterauer.
Talibowie przygotowali w dolinie liczne pułapki w postaci własnoręcznie skonstruowanych ładunków wybuchowych. Ich pozycje były stale bombardowane przez amerykańskie lotnictwo oraz artylerię.
Pierwszego dnia operacji przechwycono dwie lub trzy skrytki z bronią i materiałami do przygotowywania pułapek minowych, moździerze, karabiny maszynowe i lekką broń strzelecką. Zabito 11 talibów, a 5 pojmano.
6 grudnia marines weszli do miejscowości Changowlak, leżącej na północ od Now Zad, w której zabezpieczono pola minowe.
Tego dnia w walkach zginęło czterech talibów. W ciągu trzech dni doszło łącznie do 12 potyczek z talibami.
8 grudnia w walkach wokół Now Zad zginęło 11 talibów, pięciu zostało rannych, a czterech aresztowano. Ponadto zniszczono ponad 200 min, w tym 90 przeciwpiechotnych, a także przechwycono 800 kg ładunków wybuchowych. 9 grudnia przejęto duże ilości broni, należącej do talibów.